# Лісний (Кувандицький міський округ)
Лісни́й (рос. Лесной) — селище у складі Кувандицького міського округу Оренбурзької області, Росія.

## Населення
Населення — 64 особи (2010; 136 у 2002).
Національний склад (станом на 2002 рік):
- росіяни — 81 %